# Krabbendijke (stacja kolejowa)
Krabbendijke (ned: Station Krabbendijke) – stacja kolejowa w Krabbendijke, w prowincji Zelandia, w Holandii. Stacja znajduje się na linii Roosendaal – Vlissingen.

## Linie kolejowe
- Linia Roosendaal – Vlissingen

## Połączenia
- 2200 IC  Amsterdam Centraal – Haarlem – Leiden Centraal – Den Haag HS – Rotterdam Centraal – Dordrecht – Roosendaal – Krabbendijke – Vlissingen
- 12200 IC Vlissingen – Krabbendijke – Roosendaal